# 非御家人
非御家人（ひごけにん）は、鎌倉時代における武士のうち、幕府との間に御家人関係（御恩と奉公）を結んでいないものを言う。御家人以外の全てを指すものではなく、一定の階層に属する侍身分に対する呼称であり、侍ではない凡下とは区別された。
鎌倉時代後期成立の『沙汰未練書』に「非御家人トハ、其身者雖為侍、不知行当役勤仕之地人事也」とあり、公家領や寺社領に荘官として仕えた者の他、御家人の庶流などもいた。幕府との間で御家人関係を結んでいないため、御家人役などの義務がない一方、訴訟や幕府の政策において、取り扱いが御家人に劣後した。御家人領は御家人役に勤仕するための経済的基盤であったため、非御家人への流出を止めるのが幕府の基本方針であり、早い段階より新恩所領（幕府成立後武功により得た所領）の売買は禁じられ、仁治元年（1240年）は本領（幕府成立時に安堵された所領）などの私領に対しても非御家人への売買が禁止された。永仁5年（1297年）の永仁の徳政令では、年限に関係なく、買得地の元の領主（御家人）への返還が求められるなどし、不満が高まった。また、元寇以降、全国的な軍役が御家人だけでは負担できず、異国警固番役や長門警固番役などの番役に動員されるようになるなど、御家人との区別が不明確になっていった。